# 西峡恐龙遗址园
西峡恐龙遗址园是一个大型以恐龙为主题的公园，位于河南省南阳市西峡县丹水镇三里庙村，由地质广场、恐龙蛋化石博物馆、恐龙蛋遗址和仿真恐龙园四个部分组成。被授予国家5A级旅游景区。
西峡恐龙遗址园属于白垩纪断陷盆地沉积，现最高层位已暴露的恐龙蛋化石达1000多枚。在下部底层至少还有16个产蛋层。其中西峡巨型长形蛋和戈壁棱柱形蛋，世界稀有罕见，是西峡恐龙蛋化石的标志。西峡出土了大量恐龙蛋化石，种类繁多、分布广泛、保存完好，堪称世界之最，被誉为继“秦始皇陵兵马俑”之后的世界第九大奇迹。

## 开放时间
全年 08:30-17:00开放。

## 参看
- 南阳恐龙蛋化石群国家级自然保护区